# Best Friends?
Best Friends? è il quarto album in studio del gruppo musicale statunitense Brad. È stato registrato nel 2003 dopo il tour australiano della band in supporto al precedente album (Welcome to Discovery Park, del 2002), e pubblicato il 10 agosto 2010 dall'etichetta Monkeywrench, Inc.
La band ha presentato il disco con un concerto gratuito al negozio di dischi Easy Street Records di Seattle il giorno 12 agosto 2010.

## Tracce
1. Price of Love – 3:46
2. Without Regret – 5:58
3. Rush Hour – 4:58
4. Believe in Yourself – 4:28
5. Every Whisper – 4:38
6. One Love Remaining – 5:05
7. Low – 3:20
8. Oh My Goodness – 2:32
9. Luxury Car – 2:53
10. Bless Me Father – 3:50
11. Holiday – 3:45
12. Runnin' For Cover – 3:11

## Formazione
- Stone Gossard – chitarra, seconda voce
- Regan Hagar – batteria
- Shawn Smith – voce principale, pianoforte, organo
- Mike Berg – basso